# 高針出入口
高針出入口（たかばりでいりぐち）とは、愛知県名古屋市名東区高針原一丁目にある名古屋高速道路2号東山線の出入口である。

## 概要
西行き（都心環状線方面）入口と東行き（高針JCT方面）出口のみを持つハーフインターチェンジである。西行きは高針本線集約料金所で通行料金を支払う。一方で東行きの場合は当出口を通過すると、名古屋第二環状自動車道（名二環）の別料金が必要である。
出入口と国道302号（名古屋環状2号線）は名古屋環状2号線支線を介して接続する

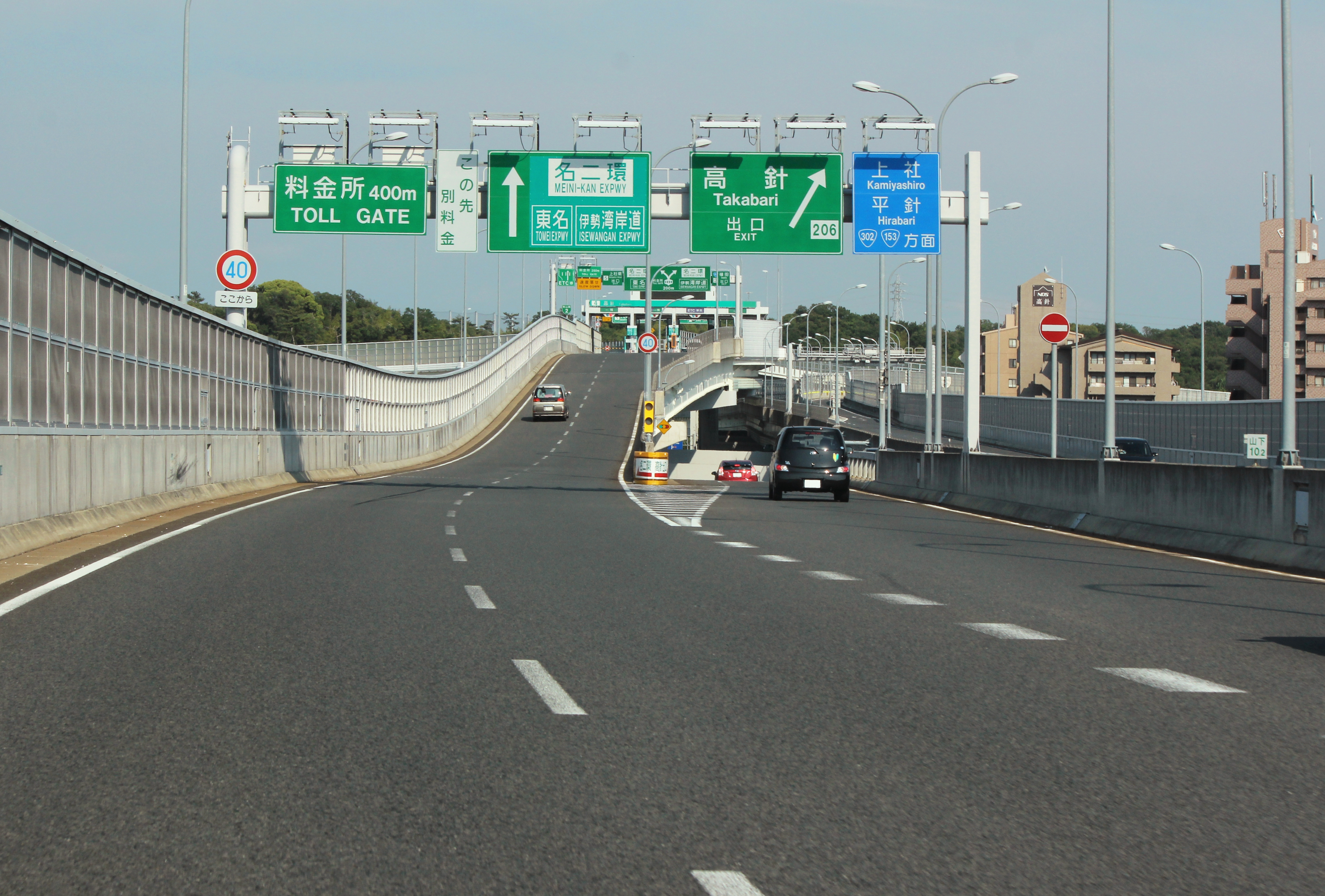
出口への分岐部。直進すると名二環の高針料金所。

## 道路
- 名古屋高速2号東山線

## 接続する道路
- 直接接続
  - 愛知県道59号名古屋中環状線
  - 名古屋環状2号線支線（高針JCT - 牧の原南交差点）[5]
- 間接接続
  - 国道302号

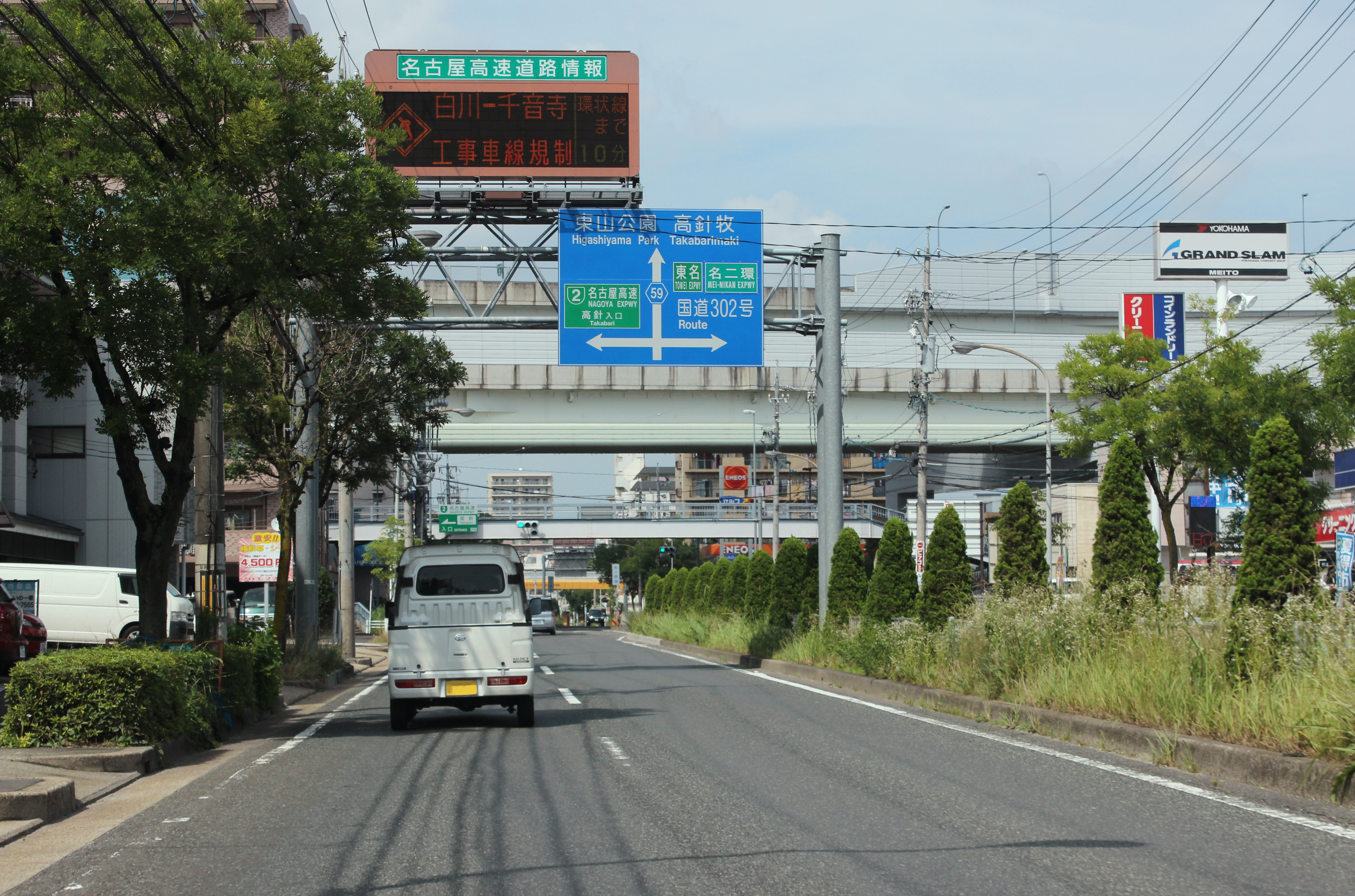
当出入り口は県道59号線と接続する。奥の高架道路が東山線。
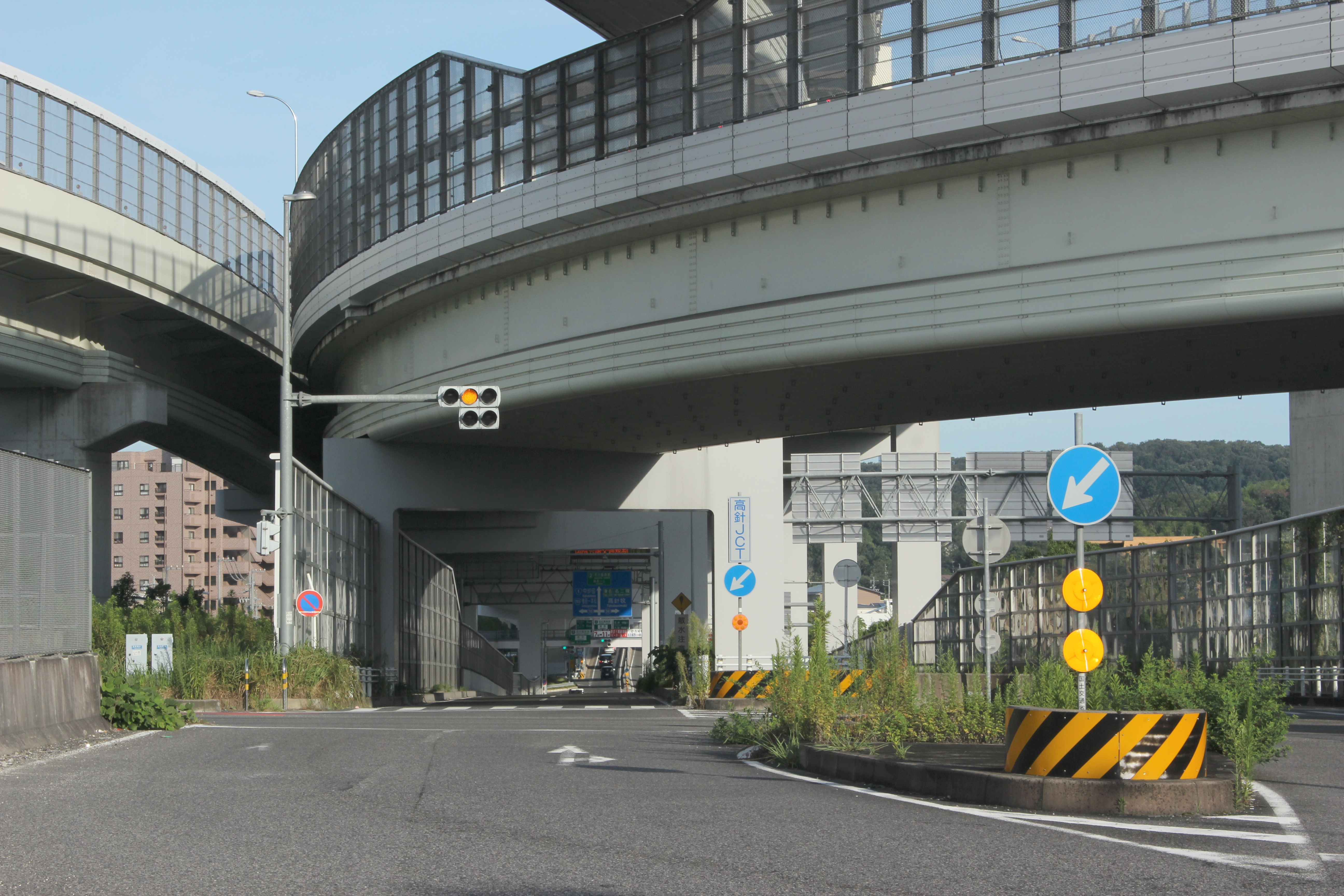
国道302号・高針JCTから高針出入口（奥の信号部分）を望む。至近距離で国道302号と接続。

## 歴史
- 2003年（平成15年）3月29日：開通[2]

## 利用台数
名古屋市統計年鑑による利用台数の推移
| 2002年（平成14年）度 | 28788台   |  |
| 2003年（平成15年）度 | 4725014台 |  |
| 2004年（平成16年）度 | 5358816台 |  |
| 2005年（平成17年）度 | 5690477台 |  |
| 2006年（平成18年）度 | 5724914台 |  |
| 2007年（平成19年）度 | 5798558台 |  |
| 2008年（平成20年）度 | 5659187台 |  |
| 2009年（平成21年）度 | 5587466台 |  |
| 2010年（平成22年）度 | 5890569台 |  |
| 2011年（平成23年）度 | 5416495台 |  |
| 2012年（平成24年）度 | 5701753台 |  |
| 2013年（平成25年）度 | 5950347台 |  |

## 隣
名古屋高速2号東山線
(205,215)四谷出入口 - （東山トンネル ） - 高針TB - (206,216)高針出入口 - (4)高針JCT